# Этанерцепт
Этанерцепт — препарат, сочетающий в своей структуре два белка, обычно кодируемых отдельными генами: рецептор фактора некроза опухоли (ФНО) человека и Fc-участок человеческого иммуноглобулина G1 (IgG1  (англ.)). По принципу действия этанерцепт является ингибитором ФНО.
Биоаналоги: Erelzi(2016), Eticovo(2019).

## Структура
Этанерцепт получают из культуры клеток, в ДНК которых был встроен участок с соответствующими генами, запрограммированных таким образом на производство химерного белка.
Этанерцепт имеет молекулярную массу около 150 кД и состоит из двух естественных растворимых рецепторов ФНО человека, соединенных с Fc-участком IgG1. Этанерцепт связывает ФНО и уменьшает его роль в развитии нарушений, приводящих к чрезмерному воспалению у людей и животных, включая аутоиммунные заболевания (такие как анкилозирующий спондилоартрит или болезнь Бехтерева, ювенильный ревматоидный артрит  (англ.), псориаз, псориатический и ревматоидный артриты), и, возможно, ряда других заболеваний, связанных с избытком ФНО.
Молекула этанерцепта является димером, что необходимо для его должной терапевтической активности. Более ранний мономерный вариант препарата, полученный в процессе разработки в компании Immunex  (англ.), не обладал достаточной биологической активностью.

## Маркетинг
В Северной Америке этанерцепт продается совместно компаниями Amgen и Wyeth под торговой маркой Энбрел® (Enbrel®) в виде порошка или раствора. Wyeth имеет исключительные права на распространение препарата за пределами Северной Америки, кроме Японии, где этим занимается Takeda Pharmaceutical.

## История
Прототип химерного белка был впервые синтезирован в начале 1990-х годов Брюсом Бетлером (Bruce A. Beutler  (англ.)) с коллегами в Юго-западном медицинском центре Техасского университета в Далласе (University of Texas Southwestern Medical Center at Dallas  (англ.)). Ими была продемонстрирована его высокая активность и стабильность как блокатора ФНО in vivo. Исследователи запатентовали белок и продали все права на его использование биотехнологической компании Immunex, которую, в свою очередь, в 2002 году приобрела крупная фармацевтическая компания Amgen.
Этанерцепт был запущен в продажу компанией Immunex в 1998 году, вскоре после выхода препарата инфликсимаб (infliximab, Remicade®), первого химерного моноклонального антитела против ФНО, разрешенного для клинического использования.

## Механизм действия
Этанерцепт является ингибитором ФНО. ФНО — это цитокин, продуцируемый моноцитами и макрофагами, двумя типами лейкоцитов. ФНО стимулирует иммунный ответ за счет  увеличения транспорта лейкоцитов к местам воспаления, а также с помощью дополнительных молекулярных механизмов, инициирующих и усиливающих воспаление. Его ингибирование этанерцептом ослабляет воспалительный процесс, что особенно полезно при лечении аутоиммунных заболеваний.
Существует два типа рецепторов ФНО. К первому относятся рецепторы, находящиеся на лейкоцитах. Они реагируют на ФНО, выбрасывая другие цитокины. Ко второму относятся растворенные рецепторы, служащие для деактивации ФНО и ослабления иммунного ответа. Кроме того, рецепторы ФНО встречаются на поверхности почти всех содержащих ядра клеток (эритроциты не имеют ядер, потому не имеют и рецепторов ФНО). Этанерцепт имитирует ингибирующие эффекты естественных растворенных рецепторов ФНО, но, в отличие от них, имеет больший период полувыведения, и, следовательно, более сильный и продолжительный эффект.